# الظهرة (ملحان)

تعديل مصدري - تعديل

الظهرة هي إحدى قرى عزلة القبلة بمديرية ملحان التابعة لمحافظة المحويت، بلغ تعداد سكانها 449 نسمة حسب تعداد اليمن لعام 2004.